# Ламија (митологија)
Ламија је у старој грчкој митологији била ћерка Посејдона и Либије и љубавница Зевса. Са Зевсом је имала сина, којег је убила вечито љубоморна Хера. Хера ју је затим претворила у ужасно чудовиште, а Ламија је почела да убија и једе децу других мајки. Такође, Хера ју је проклела да свуда, где год да баци поглед види мртва и беживотна тела све деце коју је убила. Зевс се сажалио над њом и дао јој дар да кад год се превише умори, она може да извади своје очи и кад се оне одморе, да их врати. По грчкој митологији по њој су назване Ламије.